# Pál Schmitt
Pál Schmitt (Budapest, 13 de mayo de 1942) es un político y exesgrimidor húngaro, presidente de Hungría entre 2010 y 2012.

## Biografía
Schmitt nació en Budapest, capital de Hungría, el 13 de mayo de 1942; en 1955 comenzó su carrera deportiva en la esgrima.
En 1960 Schmitt entró a estudiar en el Departamento de Comercio Interior de la entonces Universidad Karl Marx de Ciencias Económicas, actualmente Universidad Corvinus de Budapest, donde se graduó en 1965. Después de graduarse consiguió un empleo en una cadena hotelera húngara; y en 1976 fue nombrado director del Hotel Astoria, cargo que ocuparía hasta 1981 cuando fue nombrado director del Estadio Ferenc Puskás.
En 1983 se convirtió en secretario general del Comité Olímpico Húngaro y también fue elegido miembro del Comité Olímpico Internacional (COI). En 1989 Schmitt fue nombrado presidente del Comité Olímpico Húngaro, cargo que mantiene hasta la actualidad; en 1991 entró a formar parte del Comité Ejecutivo del COI, y en 1995 fue elegido vicepresidente del COI.

## Carrera profesional

### Trayectoria deportiva
Participó en tres Juegos Olímpicos de Verano entre los años 1968 y 1976, obteniendo dos medallas, oro en México 1968 y oro en Múnich 1972. Ganó seis medallas en el Campeonato Mundial de Esgrima entre los años 1967 y 1974.
| Juegos Olímpicos   | Juegos Olímpicos          | Juegos Olímpicos  | Juegos Olímpicos   |
| Año                | Lugar                     | Medalla           | Prueba             |
| ------------------ | ------------------------- | ----------------- | ------------------ |
| 1968               | Ciudad de México (México) | Medalla de oro    | Espada por equipos |
| 1972               | Múnich (RFA)              | Medalla de oro    | Espada por equipos |
| Campeonato Mundial |                           |                   |                    |
| Año                | Lugar                     | Medalla           | Prueba             |
| 1967               | Montreal (Canadá)         | Medalla de bronce | Espada por equipos |
| 1969               | La Habana (Cuba)          | Medalla de plata  | Espada por equipos |
| 1970               | Ankara (Turquía)          | Medalla de oro    | Espada por equipos |
| 1971               | Viena (Austria)           | Medalla de oro    | Espada por equipos |
| 1973               | Gotemburgo (Suecia)       | Medalla de plata  | Espada por equipos |
| 1974               | Grenoble (Francia)        | Medalla de bronce | Espada por equipos |

### Trayectoria política
Paralelamente en 1993 Schmitt fue nombrado embajador de Hungría en España; y en 1995 también fue acreditado como embajador concurrente ante Andorra, manteniendo por lo tanto el cargo de máximo representante diplomático de su país en España. En 1998 dejó de representar a Hungría ante España y Andorra cuando fue nombrado embajador ante Suiza, y al año siguiente, 1999, también fue acreditado como concurrente ante Liechtenstein.
En el año 2002 Schmitt se postuló como candidato independiente a alcalde de Budapest; aunque formalmente era independiente, su candidatura recibió el respaldo de dos partidos políticos importantes, el Fidesz y el Foro Democrático de Hungría, ambos conservadores de centroderecha. Schmitt perdió las elecciones ante Gábor Demszky (Alcalde de Budapest desde 1990) candidato de la Alianza de los Demócratas Libres-Partido Liberal Húngaro; Schmitt llegó en segundo lugar obteniendo el 35,85% de los votos.
En el 2003 Schmitt entró como militante al partido Fidesz, y al mismo tiempo fue elegido Vicepresidente del partido. Al año siguiente, 2004, Schmitt fue candidato del Fidesz en las elecciones europeas y resultó elegido como uno de los diputados de Hungría al Parlamento Europeo; él se convirtió en el líder de la delegación de diputados del Fidesz en el Parlamento Europeo. También en ese primer período como eurodiputado Schmitt fue presidente de la Delegación para la Comisión Mixta Parlamentaria Unión Europea-Croacia, y además Primer Vicepresidente de la Comisión de Educación y Cultura del Parlamento Europeo. En las elecciones europeas del 2009 Schmitt fue reelegido eurodiputado de Hungría, y después el Partido Popular Europeo (al que pertenece a nivel europeo el Fidesz) lo postuló a vicepresidente del Parlamento Europeo, siendo elegido por la plenaria parlamentaria.
En las elecciones parlamentarias húngaras del 2010, cuya primera vuelta se celebró el 11 de abril y la segunda vuelta el 25 de abril, Schmitt fue elegido diputado a la Asamblea Nacional de Hungría (Parlamento de Hungría). El 14 de mayo del 2010 Schmitt fue elegido por los diputados Presidente de la Asamblea Nacional de Hungría.
No pasó mucho tiempo antes de que el recién elegido primer ministro de Hungría Viktor Orbán (líder del Fidesz) propusiera a Schmitt como candidato a próximo presidente de la República de Hungría (un cargo que en Hungría es casi totalmente simbólico o ceremonial, ya que por tratarse de una República parlamentaria el verdadero poder para gobernar lo tiene el primer ministro).

### Presidencia de Hungría
El 29 de junio del 2010 Pál Schmitt fue elegido presidente de Hungría por la Asamblea Nacional de Hungría al obtener los votos de 263 diputados mientras que su rival, el candidato del Partido Socialista Húngaro Andras Balogh, obtuvo los votos de apenas 59 diputados.
Schmitt tomó posesión del cargo de presidente el 6 de agosto del 2010, reemplazando al presidente saliente László Sólyom. El 2 de abril de 2012 Schmitt dimitió de su cargo tras el escándalo provocado por la retirada de su título de doctor por plagio de su tesis doctoral, según la Universidad de Semmelweis, en Budapest.